# Łoknica (rzeka)
Łoknica – rzeka, lewy dopływ Narwi o długości 39,08 km.
Rzeka wypływa w okolicach wsi Nowokornino i początkowo płynie na północ. W Trywieży skręca na zachód i mija wsie: Wieżanka, Kuraszewo, Lady, Leniewo, Podrzeczany. Po minięciu Łoknicy rzeka kieruje się na północ i przepływa jeszcze obok wsi: Miękisze, Treszczotki, Pilipki, Hukowicze, Kożyno, Stupniki i po kilku kilometrach wpada do Narwi.